# Adalbert Ndzana
Adalbert Ndzana (ur. 17 lipca 1939 w Zoatoubsi) – kameruński duchowny rzymskokatolicki, w latach 1987-2016 biskup Mbalmayo.

## Życiorys
Święcenia kapłańskie przyjął 15 sierpnia 1969. 8 listopada 1984 został prekonizowany biskupem koadiutorem Mbalmayo. Sakrę biskupią otrzymał 20 stycznia 1985. 7 marca 1987 objął urząd biskupa diecezjalnego. 27 grudnia 2016 przeszedł na emeryturę.